# Гайак-Тульза
Гайа́к-Тульза́ (фр. Gaillac-Toulza, окс. Galhac Tolzan) — коммуна во Франции, находится в регионе Юг — Пиренеи. Департамент — Верхняя Гаронна. Входит в состав кантона Сентгабель. Округ коммуны — Мюре.
Код INSEE коммуны — 31206.

## География
Коммуна расположена приблизительно в 630 км к югу от Парижа, в 39 км к югу от Тулузы.

## Климат
Климат умеренно-океанический. Зима мягкая и снежная, весна характеризуется сильными дождями и грозами, лето сухое и жаркое, осень солнечная. Преобладают сильные юго-восточные и северо-западные ветры.

## Население
Население коммуны на 2010 год составляло 1216 человек.
| 1962 | 1968 | 1975 | 1982 | 1990 | 1999 | 2010 |
| ---- | ---- | ---- | ---- | ---- | ---- | ---- |
| 771  | 747  | 658  | 610  | 770  | 912  | 1216 |

## Администрация
| Период | Период | Фамилия         | Партия | Примечания |
| ------ | ------ | --------------- | ------ | ---------- |
| 1977   | 1989   | Андре Балондрад |        |            |
| 1989   | 2020   | Юбер Месплье    |        |            |

## Экономика
В 2010 году среди 814 человек трудоспособного возраста (15—64 лет) 582 были экономически активными, 232 — неактивными (показатель активности — 71,5 %, в 1999 году было 65,9 %). Из 582 активных жителей работали 533 человека (286 мужчин и 247 женщин), безработных было 49 (21 мужчина и 28 женщин). Среди 232 неактивных 53 человека были учениками или студентами, 84 — пенсионерами, 95 были неактивными по другим причинам.

## Фотогалерея

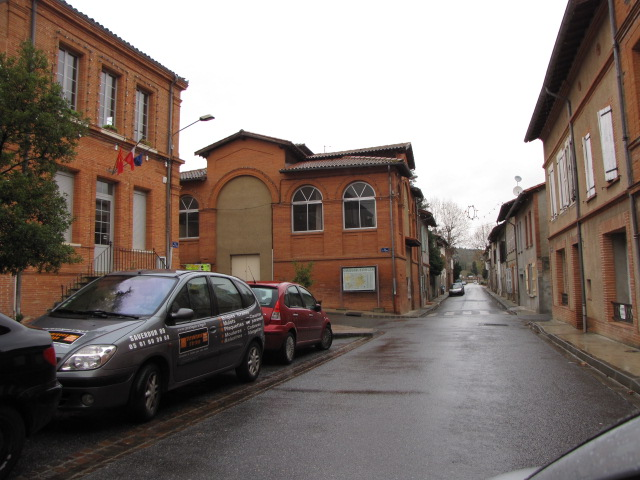
Мэрия (слева)
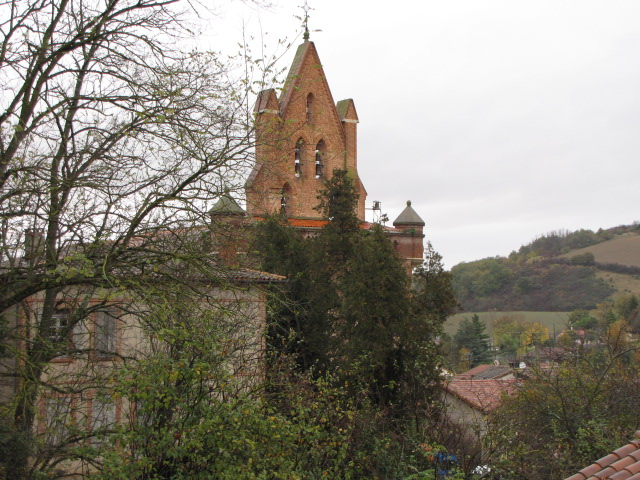
Церковь
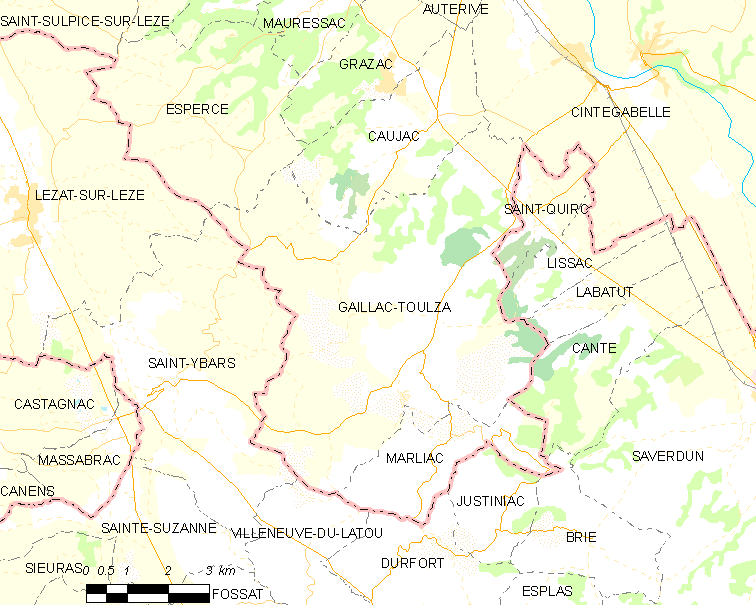
Карта коммуны